# Disimilitud de Bray-Curtis
En ecología y biología, la disimilitud de Bray-Curtis, nombrada así por J. Roger Bray y John T. Curtis, es una estadística utilizada para cuantificar la disimilitud composicional entre dos sitios diferentes, basada en conteos en cada sitio. 
{\displaystyle BC_{ij}=1-{\frac {2C_{ij}}{S_{i}+S_{j}}}}
Donde {\displaystyle C_{ij}} es la suma de los valores menores (ver ejemplo a continuación) solo para aquellas especies en común entre ambos sitios. {\displaystyle S_{i}} y {\displaystyle S_{j}} son el número total de especímenes contados en ambos sitios. El índice se puede simplificar a 1-2C/2 = 1-C cuando las abundancias en cada sitio se expresan como proporciones, aunque las dos formas de la ecuación solo producen resultados coincidentes cuando el número total de especímenes contados en ambos sitios es el mismo.

### Ejemplo
Para un ejemplo simple, considere dos acuarios:
- Tanque uno: 6 peces dorados, 7 carpas y 4 peces arcoíris.
- Tanque dos: 10 peces dorados y 6 peces arcoíris.

Para calcular Bray-Curtis, calculemos primero {\displaystyle C_{ij}}, la suma de solo los conteos menores para cada especie encontrada en ambos sitios. Los peces dorados se encuentran en ambos sitios; la cuenta menor es 6. Las carpas solo están en un sitio, por lo que no se pueden agregar aquí. Sin embargo, los peces arcoíris están en ambos, y el número menor es 4. Así que {\displaystyle C_{ij}=6+4=10}.
- {\displaystyle S_{i}} (número total de especímenes contados en el sitio i) {\displaystyle =6+7+4=17}, y
- {\displaystyle S_{j}} (número total de especímenes contados en el sitio j) {\displaystyle =10+6=16} .

Esto lleva a {\displaystyle BC_{ij}=1-(2\times 10)/(17+16)=0.39} .

## Características
La disimilitud de Bray-Curtis está directamente relacionada con el índice de similitud cuantitativo de Sørensen {\displaystyle QS_{ij}} entre los mismos sitios:
{\displaystyle {\overline {BC}}_{ij}=1-QS_{ij}} .
La disimilitud de Bray-Curtis está limitada entre 0 y 1, donde 0 significa que los dos sitios tienen la misma composición (es decir, comparten todas las especies) y 1 significa que los dos sitios no comparten ninguna especie. En los sitios donde BC es intermedia (por ejemplo, BC = 0.5) este índice difiere de otros índices de uso común.
La disimilitud de Bray-Curtis a menudo se denomina erróneamente distancia ("Una función de distancia bien definida obedece a la desigualdad triangular, pero hay varias medidas justificables de diferencia entre muestras que no tienen esta propiedad: para distinguirlas de distancias verdaderas, a menudo nos referimos a ellos como diferencias"). No es una distancia, ya que no satisface la desigualdad triangular, y siempre debe llamarse disimilitud para evitar confusiones.

## Otras lecturas
- Czekanowski, J. (1909) Zur Differentialdiagnose der Neandertalgruppe. Korrespbl dt Ges Anthrop 40: 44–47.
- Ricotta, C. & Podani, J. (2017) Sobre algunas propiedades de la disimilitud Bray-Curtis y su significado ecológico. Complejidad ecológica 31: 201–205.
- Somerfield, P. J. (2008) Identificación del índice de similitud de Bray-Curtis: comentario sobre Yoshioka (2008). Mar Ecol Prog Ser 372: 303–306.
- Yoshioka P. M. (2008) Identificación errónea del índice de similitud de Bray-Curtis. Mar Ecol Prog Ser 368: 309–310. http://doi.org/10.3354/meps07728

- Datos: Q3030670